# Begonia ibitiocensis
Begonia ibitiocensis é uma espécie da flora de Brasil pertencente à família Begoniaceae. Ocorre em Mata Atlântica.

## Distribuição geográfica
No Brasil ocorre nos estados de Minas Gerais, Rio de Janeiro e Espírito Santo. Em Rio de Janeiro, ocorre nas áreas de Mata Atlântica com afloramentos rochosos na Região de Ibitioca, Campos dos Goytacazes.

## Taxonomia
Begonia ibitiocensis foi nomeada por as botânicas brasileiras Eliane de Lima Jacques e Maria Candida Henrique Mamede, descrita em Brittonia 56: 80, e publicada em 2004.

## Conservação
O Governo do Estado do Espírito Santo incluiu em 2005 B. ibitiocensis em sua primeira lista de espécies ameaçadas de extinção, por intermédio do Decreto nº 1.499-R, classificando-a como uma espécie "Em perigo" (EN).